# Capivariano Futebol Clube
O Capivariano Futebol Clube é um clube de futebol brasileiro da cidade de Capivari, interior do estado de São Paulo. Foi fundado por Alexandre Cristófli (O Leão) no dia 12 de outubro de 1918, suas cores são vermelho e branco e seu mascote é o Leão, devido ao apelido do fundador do time.

## História
Fundado em 1918, o Capivariano Futebol Clube é uma das equipes mais antigas da Região da Sorocabana, que era abastecida pela Companhia Estrada de Ferro Sorocabana. A linha ligava a capital paulista ao Oeste do Estado, chegando até a divisa com o Mato Grosso. Nos anos 1950, o Capivariano, que foi um tradicional participante de competições amadoras, montou um verdadeiro esquadrão e se tornou praticamente imbatível nos campeonatos do Interior, vencendo 32 títulos zonais. Devido a este extraordinário desempenho, começou a ser chamado de “Leão da Sorocabana”, apelido pelo qual é conhecido até hoje.
Durante muitos anos, o Capivariano mandou os seus jogos no Estádio Municipal Fernando de Marco, próximo à estação da Sorocabana, hoje desativada. Atualmente, o clube joga na Arena Capivari (antigo Estádio Carlos Colnaghi), inaugurado em dezembro de 1992, reformado em 2014 e que tem capacidade para suportar até 19 mil torcedores segundo contagem da Federação Paulista de Futebol.
Sua primeira competição profissional foi em 1958, no Campeonato Paulista da Terceira Divisão (equivalente a atual Série A3), onde permaneceu até 1963 sem nenhum resultado expressivo.
A partir de 1964, o clube esteve por 11 anos licenciado, e retornou somente em 1976, na Segunda Divisão (Série A3). Em 1980, a nomenclatura dos campeonatos foi mudada e, a partir desse ano, o Capivariano disputou a Terceira Divisão (Série A3), onde permaneceu até 1984, quando foi campeão e promovido à Segunda Divisão (Série A2).
A equipe de Capivari permaneceu na Segunda Divisão até 1987, quando houve mais uma outra reordenação dos campeonatos e a "Segundona" passou a ser a Série Especial. Nesse ano, o clube foi rebaixado, disputando no ano seguinte o Campeonato Paulista da Segunda Divisão (que equivale à atual Série A3), conquistando o título e o acesso à Série Especial (Série A2), onde permaneceu até 1991.
Após ficar o ano de 1992 sem disputar competições profissionais, o Capivariano retornou em 1993 na Série A2 do Campeonato Paulista. Entretanto, caiu duas divisões e no ano seguinte esteve inscrito na Série B1A (equivalente a atual Segunda Divisão), onde permaneceu até 1997.
Também em 1997 foi novamente rebaixado, desta vez à B1B (quinto nível, sem equivalência no sistema atual), divisão que disputou até 1999. A partir daí, participou do Campeonato Paulista da Segunda Divisão B2 (quinto nível) até 2002, quando conquistou o acesso à B1 e foi vice-campeão, perdendo os dois jogos da final para o ECUS: 2 a 1 em casa, no jogo de ida, e 3 a 0 fora de casa, no jogo da volta.
Em 2005 (quando houve nova reorganização na estrutura do futebol paulista e as então séries B1, B2 e B3 foram unificadas na atual Segunda Divisão Estadual), no ano de estreia na nova Segundona, o Capivariano conseguiu avançar à segunda fase, mas acabou eliminado na seqüência. Também disputou a Segunda Divisão em 2006 (novamente eliminado na segunda fase), 2007 (eliminado na primeira fase) e em 2008 (eliminado na segunda fase), mas sem sucesso.

### Ascensão, acesso à elite e descensão
Entre 2011 e 2012, o Capivariano conquistou um feito histórico, dois acessos consecutivos, em 2011 acesso à Série A3 de 2012 e em 2012, acesso à Série A2 de 2013, depois de 20 anos sem disputar a divisão. Caique e Nando criaram o primeiro site do clube e desenvolveram o hoje facebook oficial do Capivariano Futebol Clube, já sob comando de outro assessor de marketing.
Em 2013 na Série A2, o Capivariano fez uma boa campanha na fase inicial e terminou na 6ª posição, com 30 pontos, garantindo, assim, vaga no quadrangular final, num grupo com Portuguesa, Comercial  e Catanduvense. Entretanto, no quadrangular final o Leão da Sorocabana fez uma campanha regular e terminou na 3° colocação do grupo com 7 pontos, o mesmo número de pontos do Comercial, porém a equipe de Ribeirão Preto ficou com o acesso por ter o saldo de gols maior: +5 a -1.
Em 2014 conquistou o acesso inédito para a primeira divisão estadual, ao vencer de virada o Guarani em Paulínia. Dias depois foi campeão da Série A2, ao fazer 40 pontos, mesma pontuação do Red Bull Brasil, mas levando o troféu por ter um maior saldo de gols, garantindo ainda uma vaga também inédita para a Copa do Brasil de 2015, onde foi eliminado na segunda fase para o Botafogo.
Em 2015 fez 16 pontos em 15 jogos pelo Campeonato Paulista da Série A1, conseguindo escapar do rebaixamento. Porém, em 2016 não conseguiu escapar do rebaixamento para Série A2. Em 2017 foi novamente rebaixado, dessa vez para a Campeonato Paulista de Futebol - Série A3. Em 2018 e 2019, apesar das boas campanhas na primeira fase, não conquistou o acesso. 
No final de 2019 a Arena Capivari foi interditada devido a riscos de desabamento das arquibancadas, o que fez com que o Capivariano mandasse suas partidas em cidades vizinhas como Porto Feliz. Na temporada 2020 foi eliminado nas quartas de final da Série A3, pelo Velo Clube.. Em 2021 foi eliminado na primeira fase da Série A3, ficando na nona colocação geral, com 21 pontos conquistados. Em 2023, o Capivariano sagrou-se campeão da Série A3 pela segunda vez em sua história, vencendo o São José na final e conquistando o acesso à Série A2, tendo registrado ainda o melhor ataque e o artilheiro da competição, Vinícius Popó com 18 gols. Em 2024, somou 16 pontos e ficou com a 14ª colocação na Série A2, garantindo a permanência para a temporada seguinte.

### A volta para a elite estadual
Em 2025, o clube faz uma bela campanha na fase de grupos, terminando em 2° lugar, com 25 pontos. No mata-mata, venceram o XV de Piracicaba, de 5 x 4 nos pênaltis, nas quartas de final, e em seguida, venceu o Ituano nas semifinais de 4 x 1 no agregado, o que garantiu a sua volta na elite do Paulistão após 9 anos.
O clube decidiu o título na final e venceu seu maior rival, Primavera com o placar de 2 a 1.

## Principais artilheiros
Romão foi um dos principais artilheiros dos últimos tempos na era profissional do Capivariano Futebol Clube. Hoje com 36 anos, o atleta viveu suas melhores fases dentro da equipe de Capivari. Em 2011, onde o Leão da Sorocabana dava início a uma arrancada heróica, da última divisão do Estado à Elite de São Paulo, o jogador fez 27 gols e tornou-se o maior artilheiro da "Segundona" do Paulista. Ao todo, ele marcou 53 gols com a camisa da equipe profissional.
Silas foi outro nome importante na super arrancada leonina. Ele marcou 30 gols pelo clube. Mas no ano de 2015, em exame de rotina, o atleta teve problema com Leucemia detectado, e infelizmente, não pôde disputar o Campeonato Paulista de Futebol 2015 - Série A1, vindo a falecer em 2018.
Ulerich teve passagens pelo Capivariano entre 1984 e 1996, não tem uma estatística exata de quantos gols ele marcou, mas ele foi um grande e histórico artilheiro do Leão da Sorocabana. Ele foi o autor do gol do acesso para o Paulistão A2 em 1984, e posteriormente também foi o autor do gol do título do Paulistão A3 em 1984.
Vinícius Popó foi o mais recente artilheiro do Leão da Sorocabana. Revelado pelo Cruzeiro e com passagens pela Seleção Brasileira Sub-15, o atleta chegou para a disputa da Série A3 em 2023 e sagrou-se artilheiro da competição com 18 gols, além de ter anotado 4 gols na Copa Paulista em 2024 e mais 10 em 2025, alternando empréstimos durante o segundo semestre para equipes disputando o Campeonato Brasileiro nas divisões inferiores.

## Principais revelações
A agremiação já revelou diversos atletas que já jogaram e que estão jogando em grandes times, como por exemplo o goleiro Zetti, o meio-campista Amaral que retornou a equipe em 2015, o lateral-direito Cicinho (ex-jogador do Sevilla), o zagueiro Dante (atualmente no Nice) e o atacante Giovane (hoje no Corinthians).
Foi também no Capivariano que diversos jogadores posteriormente famosos no futebol brasileiro despontaram, como o goleiro Douglas Friedrich, o zagueiro Marllon Borges, o zagueiro Jemmes e os atacantes Leandro Pereira, Rodolfo e Gabriel Taliari.

## Títulos
| ESTADUAIS | ESTADUAIS                      | ESTADUAIS | ESTADUAIS   |
|           | Competição                     | Títulos   | Temporadas  |
| --------- | ------------------------------ | --------- | ----------- |
|           | Campeonato Paulista - Série A2 | 2         | 2014 e 2025 |
|           | Campeonato Paulista - Série A3 | 2         | 1984 e 2023 |
|           | Torneio Alfredo Metidiéri      | 1         | 1977        |
| TOTAL     |                                |           |             |
|           | Competição                     | Títulos   | Categorias  |
|           | Títulos oficiais               | 5         | 5 Estaduais |

### Campanhas de destaque
| DESTAQUES                             | DESTAQUES                           |
| Competição                            | Resultados                          |
| ------------------------------------- | ----------------------------------- |
| Campeonato Paulista – Série A3        | Vice-campeão (1976)                 |
| Campeonato Paulista – Série A3        | 3º colocado (1988), (2012) e (2018) |
| Campeonato Paulista – Série A4        | Vice-campeão (2011)                 |
| Campeonato Paulista – Segunda Divisão | Vice-campeão (2002)                 |

| Aumento | Promovido à divisão superior |

## Títulos da base
| HONRARIAS      | HONRARIAS                                | HONRARIAS | HONRARIAS       |
|                | Competição                               | Títulos   | Temporadas      |
| -------------- | ---------------------------------------- | --------- | --------------- |
|                | Troféu Fair Play Gilmar dos Santos Neves | 1         | 1999            |
| INTERNACIONAIS |                                          |           |                 |
|                | Competição                               | Títulos   | Temporadas      |
|                | Copa Internacional de Futebol Juvenil    | 1         | 2003            |
|                | TOTAL                                    |           |                 |
|                | Competição                               | Títulos   | Categorias      |
|                | Títulos oficiais                         | 1         | 1 Internacional |

### Campanhas de destaque
| DESTAQUES                    | DESTAQUES               |
| Competição                   | Resultados              |
| ---------------------------- | ----------------------- |
| Campeonato Paulista – Sub-20 | Vice-campeão (2016)     |
| Campeonato Paulista - Sub-20 | Vice-campeão (1992)     |
| Copinha                      | Quartas de Final (1999) |

## Títulos amadores
| REGIONAIS | REGIONAIS                   | REGIONAIS | REGIONAIS    |
|           | Competição                  | Títulos   | Temporadas   |
| --------- | --------------------------- | --------- | ------------ |
|           | Torneios Amadores Regionais | 32        | 1930 á 1958  |
| TOTAL     |                             |           |              |
|           | Competição                  | Títulos   | Categorias   |
|           | Títulos amadores            | 32        | 32 Regionais |

## Estatísticas

### Participações
| Aumento | Promovido à divisão superior  |
| Baixa   | Rebaixado à divisão inferior  |
| Inativo | Licenciamento no ano seguinte |

|  | Participações em 2025 |

| Competição | Competição                | Temporadas | Melhor campanha                | Anos                                                     | A | R |
| São Paulo  | Campeonato Paulista       | 3          | 14º colocado (2015)            | 2015-2016 , 2026                                         |   | 1 |
| São Paulo  | Série A2                  | 12         | Campeão (2014 e 2025)          | 1985-1987, 1989-1991, 1993, 2013-2014 , 2017 e 2024-2025 | 2 | 1 |
| São Paulo  | Série A3                  | 16         | Campeão (1984 e 2023)          | 1958-1959, 1976, 1980-1984 , 1988, 2012 e 2018-2023      | 2 | ? |
| São Paulo  | Série A4                  | 20         | Vice-campeão (2011)            | 1960-1963, 1977-1979, 1994-1997 e 2003-2011              | 1 | 1 |
| São Paulo  | Torneio Alfredo Metidiéri | 1          | Campeão (1977)                 | 1977                                                     |   |   |
| São Paulo  | Segunda Divisão           | 5          | Vice-campeão (2002)            | 1998-2002                                                | 1 |   |
| São Paulo  | Copa Paulista             | 2          | Quartas de final (2012 e 2024) | 2012 e 2024                                              |   |   |
| Brasil     | Copa do Brasil            | 1          | 2ª fase (2015)                 | 2015                                                     |   |   |

### Temporadas
Legenda:
| Campeão Vice-campeão Eliminado nas semifinais | Campeão e promovido à divisão superior Vice-campeão e/ou promovido à divisão superior Rebaixado à divisão inferior | Classificado à fase de grupos da Copa Libertadores Classificado à fase preliminar da Copa Libertadores Classificado à Copa Sul-Americana Campeão do Campeonato do Interior |

### Retrospecto em competições oficiais
Última atualização: Campeonato Paulista de 2016.
| Competição | Competição          | Temporadas | Títulos | Pts. | J  | V | E | D  | GP | GC | SG  |
| ---------- | ------------------- | ---------- | ------- | ---- | -- | - | - | -- | -- | -- | --- |
| São Paulo  | Campeonato Paulista | 2          | —       | 26   | 30 | 6 | 8 | 16 | 37 | 57 | -20 |

## Revelações
- Zetti
- Alex Sandro Mendonça dos Santos
- Alexandre da Silva Mariano
- Carlos Rodrigues Corrêa
- Dante Bonfim Costa Santos
- Rodrigo Eduardo Costa Marinho
- Leandro Pereira